# Francesco Simonetta
Francesco Simonetta (falecido em 1612) foi um prelado católico romano que serviu como Bispo de Foligno (1606–1612) e Núncio Apostólico na Polónia (1606–1612).

## Biografia
Francesco Simonetta nasceu em Milão, na Itália. No dia 17 de julho de 1606, foi nomeado durante o papado de Paulo V como Bispo de Foligno. A 23 de julho de 1606, foi consagrado bispo por Girolamo Bernerio, cardeal-bispo de Albano, com Galeazzo Sanvitale, arcebispo emérito de Bari-Canosa, e Alessandro Guidiccioni, bispo de Lucca, servindo como co-consagradores. A 16 de setembro de 1606, foi nomeado Núncio Apostólico na Polónia. Serviu como Bispo de Foligno até à sua morte em 1612.